# Stenellipsis murina
Stenellipsis murina là một loài bọ cánh cứng trong họ Cerambycidae.